# Pico Vecino
El Pico Vecino (en inglés: Neighbour Peak) es un pico ubicado a unos 2 kilómetros al oeste del pico Pirner en la bahía Paz en Georgia del Sur, un territorio ubicado en el océano Atlántico Sur, cuya soberanía está en disputa entre el Reino Unido el cual las administra como «Territorio Británico de Ultramar de las islas Georgias del Sur y Sandwich del Sur», y la República Argentina que las integra al Departamento Islas del Atlántico Sur, dentro de la Provincia de Tierra del Fuego, Antártida e Islas del Atlántico Sur. La expedición británica de 1964 y 1965, identifica esta característica como "Nachbar" (que significa vecino), el nombre utilizado por la expedición alemana bajo Schrader en 1882 y 1883. El Comité Antártico de Lugares Geográficos del Reino Unido (UK-APC) recomendó en 1971 que sea traducido al inglés y se le añada "pico" para ser descriptivo.